# Benefis

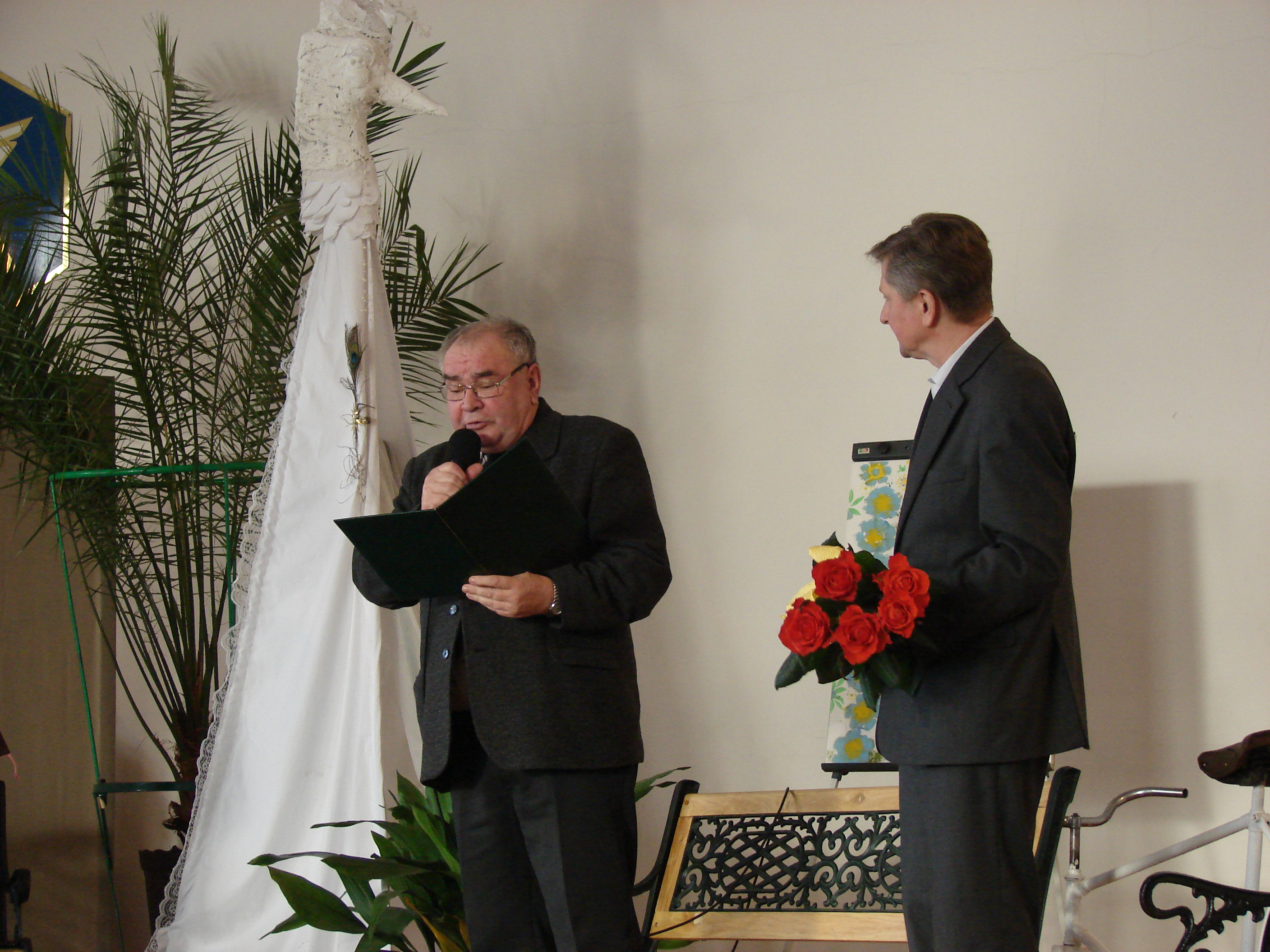
Benefis

Benefis – spektakl, koncert lub podobne wydarzenie zorganizowane dla uczczenia konkretnej osoby lub zespołu osób. Uroczystość ma charakter retrospektywny i najczęściej odbywa się z okazji jubileuszu. W benefisie uczestniczy uhonorowywany, czyli benefisant (formy niepoprawne: beneficjant, beneficjent) oraz zaproszeni przez niego goście.
Benefisantami zazwyczaj są artyści, sportowcy, działacze społeczni, uczeni i inne osoby mające znaczny dorobek i zasługi.
Początkowo słowo benefis oznaczało "przedstawienie teatralne lub koncert, z którego dochód idzie na korzyść jednego z wykonawców".